# Elisabeth Hetzel
Elisabeth Hetzel (Binzen (Groothertogdom Baden), 5 december 1835 - Bazel, 1 januari 1908) was een Zwitserse schrijfster.

## Biografie

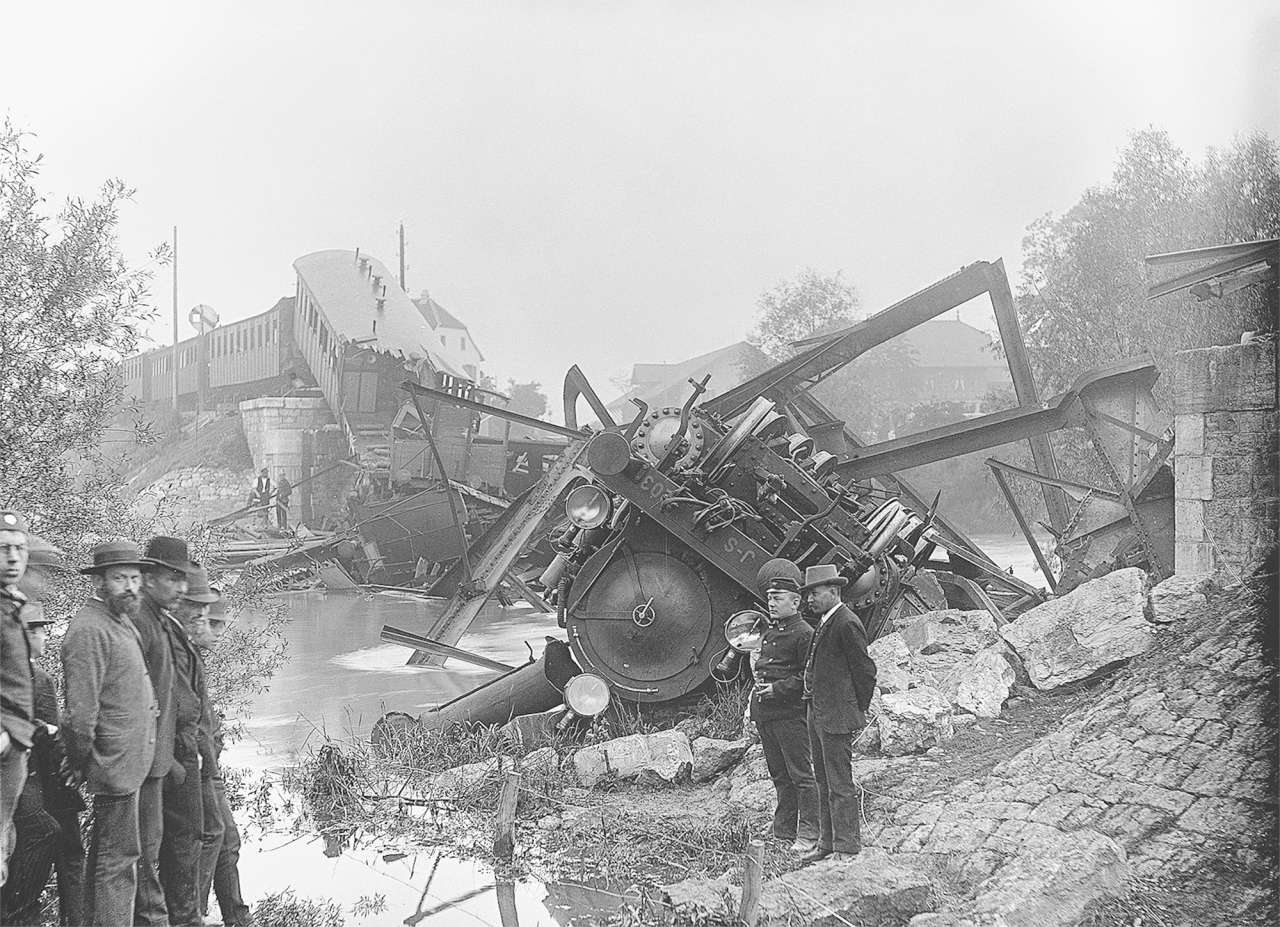
Het treinongeval van Münchenstein dat Elisabeth Hetzel overleefde, maar waarin haar dochter om het leven kwam.

Elisabeth Hetzel was een dochter van Johannes Hetzel, een fabrikant. In 1838, als peuter, naturaliseerde ze als Zwitserse. Ze liep school in Bazel en Yverdon-les-Bains. In 1860 huwde ze Andreas Hetzel, de jongste broer van haar vader. Van 1859 tot 1866 woonde ze in Kalisz in Polen, waarna ze verhuisde naar Bazel. Na het overlijden van haar echtgenoot en haar twee zonen, verloor ze haar dochter in het treinongeval van Münchenstein in 1891, een ongeval dat zijzelf overleefde. Deze ramp inspireerde haar bij het schrijven van Aus tiefer Noth in 1891. Daarnaast schreef ze verschillende werken voor zowel kinderen als volwassenen, waaronder ook werken in dialect, zoals Vergangene Tage uit 1879, Haimelig! für Jung und Alt uit 1885, Lili und Dora unsri Zwilling uit 1901 en Altfränkische Leut uit 1911. Daarnaast schreef ze in 1908 een autobiografie, Aus meinem Leben, en schreef ze voor de krant Basler Nachrichten.

## Werken
- (de)  Vergangene Tage, 1879.
- (de)  Haimelig! für Jung und Alt, 1885.
- (de)  Aus tiefer Noth, 1891.
- (de)  Lili und Dora unsri Zwilling, 1901.
- (de)  Aus meinem Leben, 1908.
- (de)  Altfränkische Leut, 1911.

- Gemeinsame Normdatei: 104433116X
- Historisch woordenboek van Zwitserland: 011947
- International Standard Name Identifier: 0000 0000 0513 9483
- Nederlandse Thesaurus van Auteursnamen: 175585059
- Virtual International Authority File: 34947689